# Calodesma uraneides
Calodesma uraneides là một loài bướm đêm thuộc phân họ Arctiinae, họ Erebidae.